# Ramazan Emeev
Ramazan Emeev, (Daguestão, 20 de maio de 1987) é um lutador profissional de artes marciais mistas que atualmente compete pelo UFC na categoria dos meio-médios.

## Início
Ramazan Emeev nasceu em 20 de maio de 1987 na Vila de Dylym que se localiza no distrito de Kazbekovsky, no Daguestão. Ele começou a treinar  wrestling aos 6 anos de idade. Em 2004 ele estudou na “Universidade Estadual do Daguestão de Economia Nacional”. Em 2005 ele se juntou ao clube de MMA Gorets sob os mestres Musail Alaudinov e Shamil Alibatyrov.

## Carreira no MMA

### Ultimate Fighting Championship
Emeev foi contratado pelo UFC em 28 de maio de 2017.
Emeev era esperado para enfrentar Trevor Smith em 21 de outubro de 2017 no UFC Fight Night: Cerrone vs. Till. Entretanto, Smith se retirou da luta e foi substituído por Sam Alvey. Na pesagem, Alvey não bateu o peso limite da categoria dos médios e a luta procedeu no peso casado. Emeev venceu a luta por decisão unânime.
Emeev enfrentou Alberto Mina nos meio-médios em 12 de maio de 2018 no UFC 224: Nunes vs. Pennington. Ele venceu por decisão unânime.
Emeev enfrentou o estreante Stefan Sekulić em 15 de setembro de 2018 no UFC Fight Night: Hunt vs. Oliynyk. Ele venceu por decisão unânime (30-25, 30-25, 30-25).
Emeev enfrentou Anthony Rocco Martin em 9 de novembro de 2019 no UFC Fight Night: Zabit vs. Kattar. Ele perdeu a luta por decisão unânime.
Emeev enfrentou Niklas Stolze em 25 de julho de 2020 no UFC on ESPN: Whittaker vs. Till. Ele venceu por decisão unânime.

## Cartel no MMA
| Cartel no MMA   |             |            |
| 26 lutas        | 20 vitórias | 6 derrotas |
| Por nocaute     | 3           | 2          |
| Por finalização | 7           | 1          |
| Por decisão     | 10          | 3          |

| Res.    | Cartel | Oponente              | Método                                  | Evento                                   | Data       | Round | Tempo | Local             | Notas                                         |
| ------- | ------ | --------------------- | --------------------------------------- | ---------------------------------------- | ---------- | ----- | ----- | ----------------- | --------------------------------------------- |
| Derrota | 20–6   | Jack Della Maddalena  | Nocaute técnico (socos)                 | UFC 275: Teixeira vs. Procházka          | 11/06/2022 | 1     | 2:32  | Kallang           |                                               |
| Derrota | 20-5   | Danny Roberts         | Decisão (dividida)                      | UFC Fight Night: Ladd vs. Dumont         | 16/10/2021 | 3     | 5:00  | Las Vegas, Nevada |                                               |
| Vitória | 20-4   | David Zawada          | Decisão (dividida)                      | UFC on ABC: Holloway vs. Kattar          | 16/01/2021 | 3     | 5:00  | Abu Dhabi         |                                               |
| Vitória | 19-4   | Niklas Stolze         | Decisão (unânime)                       | UFC on ESPN: Whittaker vs. Till          | 25/07/2020 | 3     | 5:00  | Abu Dhabi         |                                               |
| Derrota | 18-4   | Anthony Rocco Martin  | Decisão (unânime)                       | UFC Fight Night: Zabit vs. Kattar        | 09/11/2019 | 3     | 5:00  | Moscou            |                                               |
| Vitória | 18-3   | Stefan Sekulić        | Decisão (unânime)                       | UFC Fight Night: Hunt vs. Oliynyk        | 15/09/2018 | 3     | 5:00  | Moscou            |                                               |
| Vitória | 17-3   | Alberto Mina          | Decisão (unânime)                       | UFC 224: Nunes vs. Pennington            | 12/05/2018 | 3     | 5:00  | Rio de Janeiro    | Estreia nos Meio Médios.                      |
| Vitória | 16-3   | Sam Alvey             | Decisão (unânime)                       | UFC Fight Night: Cerrone vs. Till        | 21/10/2017 | 3     | 5:00  | Gdańsk            | Estreia no UFC.                               |
| Vitória | 15-3   | Anatoly Tokov         | Decisão (majoritária)                   | M-1 Challenge 73: Battle of Narts        | 09/12/2016 | 3     | 5:00  | Nazran            | Defendeu o Cinturão Peso Médio do M-1 Global. |
| Vitória | 14-3   | Maiquel Falcão        | Finalização (estrangulamento anaconda)  | M-1 Challenge 65: Emeev vs. Falcão       | 08/04/2016 | 1     | 2:50  | São Petersburgo   | Defendeu o Cinturão Peso Médio do M-1 Global. |
| Vitória | 13-3   | Luigi Fioravanti      | Nocaute Técnico (interrupção do córner) | M-1 Challenge 63: Puetz vs. Nemkov 2     | 04/12/2015 | 4     | 5:00  | São Petersburgo   | Defendeu o Cinturão Peso Médio do M-1 Global. |
| Vitória | 12-3   | Vyacheslav Vasilevsky | Finalização (mata leão)                 | M-1 Challenge 56                         | 10/04/2015 | 1     | 1:48  | Moscou            | Ganhou o Cinturão Peso Médio do M-1 Global.   |
| Derrota | 11-3   | Vyacheslav Vasilevsky | Nocaute Técnico (socos)                 | M-1 Challenge 51: Fightspirit            | 07/09/2014 | 4     | 4:34  | São Petersburgo   | Perdeu o Cinturão Peso Médio do M-1 Global.   |
| Vitória | 11-2   | Mario Miranda         | Nocaute (joelhada e socos)              | M-1 Challenge 38: Spring Battle          | 09/04/2013 | 3     | 0:21  | São Petersburgo   | Defendeu o Cinturão Peso Médio do M-1 Global. |
| Vitória | 10-2   | Mario Miranda         | Decisão (unânime)                       | M-1 Challenge 35: Emelianenko vs. Monson | 15/11/2012 | 5     | 5:00  | São Petersburgo   | Ganhou o Cinturão Peso Médio do M-1 Global.   |
| Vitória | 9-2    | Albert Duraev         | Nocaute (socos)                         | M-1 Global: Fedor vs. Rizzo              | 21/06/2012 | 1     | 1:36  | São Petersburgo   |                                               |
| Vitória | 8-2    | Ruslan Nadzhafaliev   | Finalização (mata leão)                 | M-1 Challenge 29: Samoilov vs. Miranda   | 19/11/2011 | 2     | 2:50  | Ufa               |                                               |
| Vitória | 7-2    | Murad Magomedov       | Decisão (unânime)                       | M-1 Challenge 25: Zavurov vs. Enomoto    | 28/04/2011 | 3     | 5:00  | São Petersburgo   |                                               |
| Vitória | 6-2    | Andrei Ogorodniy      | Finalização (chave de braço)            | ProFC: Union Nation Cup 12               | 13/02/2011 | 1     | 1:36  | Kharkiv           |                                               |
| Vitória | 5-2    | Artur Kadlubek        | Decisão (unânime)                       | ProFC: Union Nation Cup 12               | 22/01/2011 | 2     | 5:00  | Tbilisi           |                                               |
| Vitória | 4-2    | Denis Gunich          | Finalização (mata leão)                 | ProFC: Union Nation Cup 11               | 25/12/2010 | 1     | 2:30  | Nalchik           |                                               |
| Derrota | 3-2    | Mukhamed Aushev       | Decisão (unânime)                       | ProFC: Union Nation Cup 9                | 22/10/2010 | 2     | 5:00  | Geneva            |                                               |
| Vitória | 3-1    | Artem Grishaev        | Finalização (chave de braço)            | LM Tournament 3                          | 18/09/2010 | 1     | 0:23  | Lipetsk           |                                               |
| Vitória | 2-1    | Alexei Nazarov        | Decisão (unânime)                       | Warrior Glory                            | 17/07/2010 | 3     | 5:00  | Volgograd         |                                               |
| Derrota | 1-1    | Ali Bagov             | Finalização (triângulo)                 | Global Battle                            | 24/10/2009 | 1     | 1:30  | Perm              |                                               |
| Vitória | 1-0    | Maxim Lunegov         | Finalização (mata leão)                 | Global Battle                            | 24/10/2009 | 1     | 1:47  | Perm              |                                               |